# Walton Alencar Rodrigues
Walton Alencar Rodrigues ComMM (Goiânia, 19 de abril de 1962) é um  jurista brasileiro, atual ministro do Tribunal de Contas da União (TCU).
É formado em direito pela Universidade de Brasília (UnB), com mestrado em direito público pela mesma universidade. É casado com a ministra do Superior Tribunal de Justiça Isabel Gallotti e irmão do ministro do Tribunal Superior do Trabalho (TST) Douglas Alencar Rodrigues.
Ingressou, mediante concurso, na carreira do Ministério Público junto ao Tribunal de Contas da União como procurador em 22 de novembro de 1994, tornando-se posteriormente subprocurador e alcançando o cargo de Procurador-Geral do Tribunal de Contas da União.
Indicado pelo Ministério Público ao cargo de ministro do Tribunal de Contas da União, em substituição ao aposentado Carlos Átila, teve seu nome aprovado pelo Congresso Nacional e foi empossado em 13 de abril de 1999.
Em 2004, Alencar Rodrigues foi admitido pelo presidente Luiz Inácio Lula da Silva ao grau de Comendador especial da Ordem do Mérito Militar.
Presidiu a corte entre 2007 e 2008. Seu nome foi alvo de questionamento por elevadas despesas com diárias em sua gestão e suposta ingerência de cunho político no Tribunal.